# Динамо (футбольний клуб, Челябінськ)
Футбольний клуб «Динамо» (Челябінськ) або просто «Динамо» (рос. Футбольный клуб «Динамо» Челябинск)  — радянський російський футбольний клуб з міста Челябінськ. Заснований у 1936 році, розформований у 1949.

## Історія
Клуб створений 1936 року. У першому розіграші Кубку СРСР «Динамо» 18 липня в 1/64 фіналу зустрічалося з омським «Спартаком». Завдяки дублю Г. Фальковського та м'ячу Ісакова челябінська команда виграла з рахунком 3:1. У 1/32 фіналу динамівці через неявку на матч з казанськими одноклубниками отримали технічну поразку.
У 1937 році «Динамо» стартувало в групі «Д», в зоні «Міста Сходу». У своїй групі команда посіла друге місце, набравши однакову кількість очок зі свердловським «Динамо», яке стало першим. До війни челябінці ще два рази брали участь у Кубку СРСР, в 1937 і 1938 роках, але обидва рази вони не пройшли далі 1/64 фіналу.
В період свого існування команда вважалася найкращою в регіоні. Наприкінці 1930-х в неї прийшли воротар Харлампій Іванов, який став капітаном, та граючий тренер Іван Бугров. Через Другу світову війну «Динамо» не виступало в чемпіонаті СРСР до 1946 року.
У 1946 році «Динамо» посіло друге місце в третій групі і завдяки цьому перейшло до другої групи. Там команда провела три сезони, після чого припинила своє існування. У Кубку СРСР 1947 року клуб домігся найзначущого успіху в своїй історії: «Динамо» дійшло до 1/8 фіналу, де лише в переграванні поступилося ворошиловградському «Динамо». Обидва матчі 1/8 фіналу проходили в Москві, на стадіоні «Сталінець».
По завершенні сезону 1949 року команду розформували.

## Досягнення
- Друга група СРСР
  - 4-е місце (1): 1947

- Кубок СРСР
  - 1/8 фіналу (1): 1947

## Статистика виступів
| Сезон (чемпіонат/першість) | Ліга (результати)                 | Ліга (результати) | Ліга (результати) | Ліга (результати) | Ліга (результати) | Ліга (результати) | Ліга (результати) | Ліга (результати) | Ліга (результати) | Кубок СРСР |
| Сезон (чемпіонат/першість) | Дивізіон                          | Іг                | В                 | Н                 | П                 | ЗМ                | ПМ                | О                 | Місце             | Кубок СРСР |
| -------------------------- | --------------------------------- | ----------------- | ----------------- | ----------------- | ----------------- | ----------------- | ----------------- | ----------------- | ----------------- | ---------- |
| 1936                       | —                                 | —                 | —                 | —                 | —                 | —                 | —                 | —                 | —                 | 1/32       |
| 1937                       | Група «Д» (Група «Міста Сходу»)   | 7                 | 5                 | 1                 | 1                 | 26                | 7                 | 17                | 1                 | 1/64       |
| 1938                       | —                                 | —                 | —                 | —                 | —                 | —                 | —                 | —                 | —                 | 1/64       |
| 1946                       | Третя група, Уральська зона РРФСР | ?                 | ?                 | ?                 | ?                 | ?                 | ?                 | ?                 | 2                 | —          |
| 1947                       | Друга група, II зона РРФСР        | 18                | 10                | 1                 | 7                 | 35                | 24                | 21                | 4                 | 1/8        |
| 1948                       | Друга група, II зона РРФСР        | 24                | 9                 | 6                 | 9                 | 39                | 39                | 24                | 7                 | —          |
| 1949                       | Друга група, II зона РРФСР        | 26                | 11                | 7                 | 8                 | 36                | 33                | 29                | 6                 | 1/16       |